# 頭楯明蛇鰻
頭楯明蛇鰻，為輻鰭魚綱鰻鱺目糯鰻亞目蛇鰻科的其中一種，分布於東大西洋區，從賴比瑞亞至剛果海域，體長可達53.5公分，棲息於沙泥底質的沿海河口區，屬肉食性，生活習性不明。

## 擴展閱讀
維基物種上的相關：頭楯明蛇鰻